# Michael Bohnet
Michael Bohnet (* 10. Juni 1937 in Berlin) ist ein deutscher Ökonom und Ministerialdirektor i. R. (Bundesministerium für wirtschaftliche Zusammenarbeit und Entwicklung, BMZ).

## Leben
Michael Bohnet wurde 1937 in Berlin geboren und 1943 nach Tumlingen evakuiert. Dort legte er 1956 am Kepler-Gymnasium in Freudenstadt (Schwarzwald) sein Abitur ab. Von 1956 bis 1959 studierte er Technische Volkswirtschaftslehre an der Technischen Hochschule Karlsruhe (Technische Hauptprüfung im Fach Maschinenbau 1959), danach Volkswirtschaftslehre an der Freien Universität Berlin (Diplom-Volkswirt 1962). Von 1962 bis 1966 war Bohnet wissenschaftlicher Assistent am Lehrstuhl für Wirtschaftstheorie bei  Andreas Paulsen an der Freien Universität Berlin. Er promovierte an der FU Berlin 1966 mit dem Thema „External Economies unter besonderer Berücksichtigung ihrer Bedeutung für Entwicklungsländer“ zum Dr. rer. pol. Es folgte eine Tätigkeit als wissenschaftlicher Referent beim Ifo Institut für Wirtschaftsforschung in München.
1973 trat Bohnet in das Bundesministerium für wirtschaftliche Zusammenarbeit und Entwicklung (BMZ) ein und arbeitete in der dortigen Planungsgruppe. 1974 kehrte er nach München zurück und übernahm die Leitung der Afrika-Studienstelle und der Abteilung Entwicklungsländer des Ifo-Instituts. Er erstellte im Auftrag des BMZ die ersten Länderhilfeprogramme für Marokko, Tansania und Kenia. 1978 wechselte er wiederum ins BMZ und übernahm dort die Leitung des Planungs- und Forschungsreferats. Er war Mitglied der deutschen Delegation bei den Weltwirtschaftsgipfeln in Tokio 1979, Venedig 1980, Versailles 1982 sowie beim Nord-Südgipfel in Cancun / Mexiko 1981.
Ab 1982 leitete er das UN-Referat des BMZ und war deutscher Delegierter im Verwaltungsrat von UNDP in New York. Von 1985 bis 1990 leitete er das Evaluierungs- und Inspektionsreferat des BMZ. Unter seiner Federführung erschien 1988 die Schrift „Aus Fehlern lernen“.
1990 habilitierte sich Bohnet im Fach Volkswirtschaftslehre an der Universität Duisburg. Seine Habilitationsschrift behandelte das Thema „Umschuldungen öffentlicher und privater Forderungen an Entwicklungsländer“.
1990 wurde Bohnet von Bundesminister Warnke zum Unterabteilungsleiter (Ministerialdirigent) im BMZ berufen. Er übernahm die Leitung der Unterabteilung „Sektorale und übersektorale Entwicklungspolitik“. Er arbeitete u. a. an der Fragestellung mit, wie die alten DDR-Entwicklungsprojekte in Projekte des wiedereinigten Deutschlands überführt werden konnten.
1994 wurde Bohnet zum außerplanmäßigen Professor für Volkswirtschaftslehre an der Universität Duisburg ernannt, wo er bis zum Jahre 2004 lehrte.
Von 1992 bis 1998 war Bohnet zentraler Verhandler bei den acht großen Weltkonferenzen: Konferenz der Vereinten Nationen über Umwelt und Entwicklung in Rio (1992), Weltbevölkerungskonferenz in Kairo (1994), Kleine Inselstaaten in Barbados (1994), UN-Weltfrauenkonferenz in Peking (1995), Weltgipfel für soziale Entwicklung in Kopenhagen (1995), Weltsiedlungsgipfel in Istanbul (1996), Welternährungsgipfel in Rom (1996) und Sondergeneralversammlung Drogen in New York (1998). Die „Times“ hat ihn mehrmals zu den weltweit wichtigsten Personen im Bereich „Umwelt und Entwicklung“ gewählt.
1992 wurde Bohnet in den Ausschuss der EKD (Evangelische Kirche Deutschland) „Kirchliche Mittel für Entwicklungsländer“ berufen, dem er bis 2002 angehörte.
1998 übernahm Bohnet im BMZ die Leitung der Abteilung „Multilaterale Zusammenarbeit, Entwicklungspolitik der Europäischen Union, Sektorale und Übersektorale Entwicklungspolitik“, im Jahre 1999 die Leitung der Abteilung „Bilaterale Entwicklungszusammenarbeit, Integration aller entwicklungspolitischen Maßnahmen“ und gleichzeitig die Aufgabe des stellvertretenden Staatssekretärs.
Überdies war er von Ende 2001 bis Ende 2002 Sonderbeauftragter des BMZ für den Wiederaufbau Afghanistans.
2002 wurde Bohnet von Bundespräsident Rau das Bundesverdienstkreuz 1. Klasse des Verdienstordens der Bundesrepublik Deutschland verliehen.
Von 2002 bis 2007 war Bohnet Mitglied des chinesischen Umweltbeirats.
Von 2003 bis 2007 war Bohnet Beauftragter des BMZ für die neuen EU-Länder und beriet die dortigen Regierungen bei ihrem Übergang vom Nehmer zum Geber und der Erarbeitung ihrer eigenen entwicklungspolitischen Konzeptionen.
2019 veröffentlichte Bohnet das Werk „Geschichte der deutschen Entwicklungspolitik; Strategien, Innenansichten, Erfolge, Misserfolge, Zeitzeugen, Herausforderungen“.

## Privates
Michael Bohnet ist seit 1970 verheiratet mit der Lektorin Adelheid Bohnet-von der Thüsen und hat zwei Söhne.

## Publikationen
Michael Bohnet ist Mitherausgeber der wissenschaftlichen Schriftenreihen des IFO-Instituts Afrika-Studien, Afrika-Forschungsberichte, Studien zur Entwicklungsforschung und der Forschungsberichte das BMZ und verfasste mehr als 70 Fachartikel.
- Die Konzepte der External Economies unter besonderer Berücksichtigung ihrer Bedeutung für Entwicklungsländer. Berlin 1968.
- Das Nord-Süd-Problem, Konflikte zwischen Industrie- und Entwicklungsländern. München 1971, 5 Auflagen.
- Applied Research and its Impact on Economic Development: the East African Case. München 1972.
- Entwicklungsforschung und Entwicklungspolitik, eine Bilanz des Afrika-Forschungsprogramms des Ifo-Instituts. Teil 1 und Teil 2, München 1973.
- Einkommensverteilung in Entwicklungsländern. München 1976.
- Aus Fehlern lernen, 9 Jahre Erfolgskontrolle der Projektwirklichkeit, Ergebnisse und Schlussfolgerungen. Bonn 1986.
- Umschuldungen öffentlicher und privater Forderungen an Entwicklungsländer. Hamburg 1990.
- 40 Jahre Brücken zwischen Entwicklungsforschung und Entwicklungspolitik, Ökonomische, ökologische, politische, soziale und kulturelle Bezüge. Scientia Bonnensis, Bonn 2011, ISBN 978-3-940766-43-4.
- Geschichte der deutschen Entwicklungspolitik: Strategien, Innenansichten, Zeitzeugen, Herausforderungen. 2. überarb. u. erw. Auflage (= utb. Band 4320). UVK Verlagsgesellschaft, Konstanz/München 2019, ISBN 978-3-8252-5138-3.

## Ehrungen
- 1996 Times, Liste 100 wichtigsten Persönlichkeiten im Bereich „Umwelt und Entwicklung“
- 2002 Bundesverdienstkreuz 1. Klasse